# Vorarlberger Landestheater

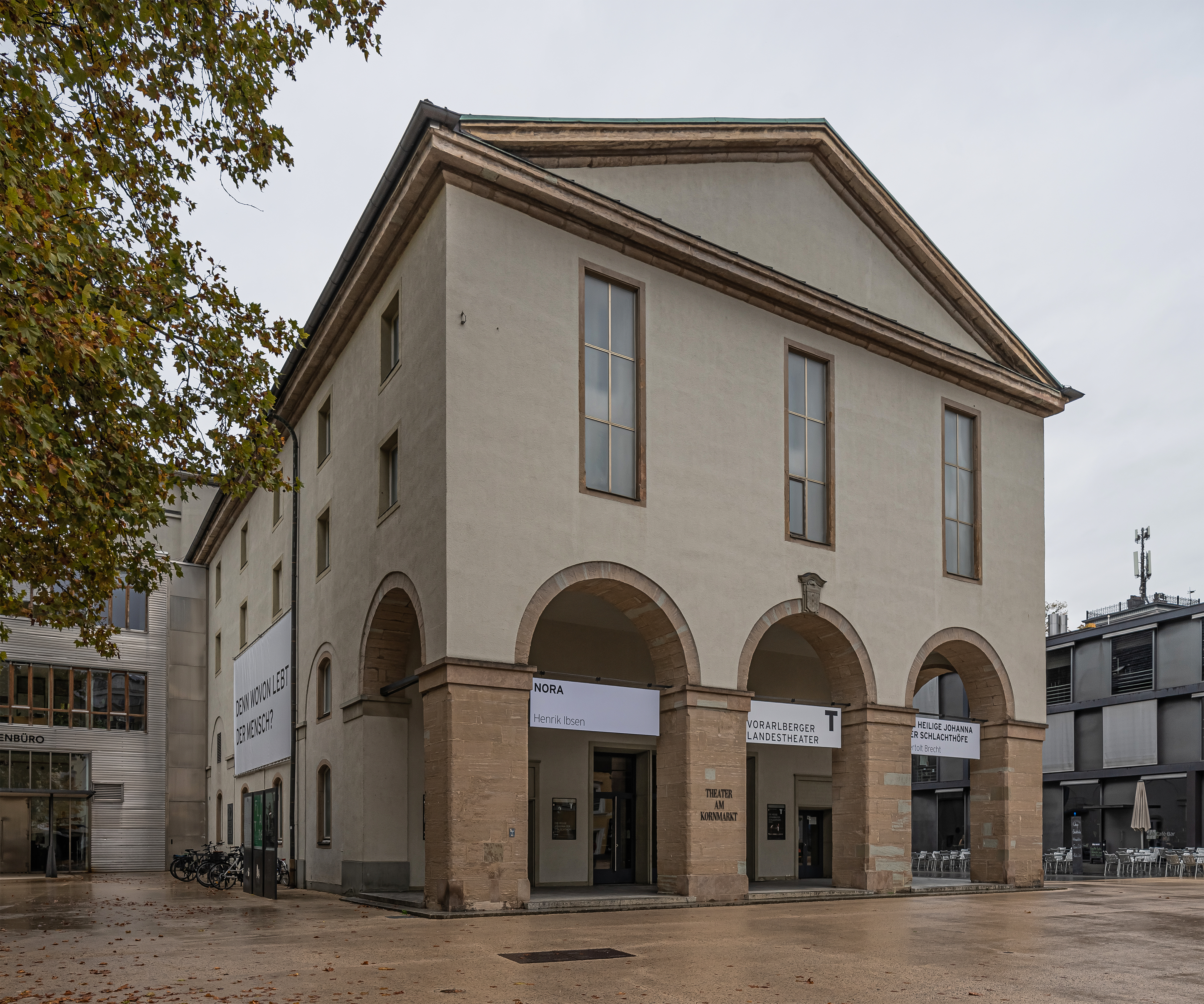
Theater am Kornmarkt in Bregenz

Das Vorarlberger Landestheater ist ein Theater mit festem Schauspielensemble und zahlreichen Gästen in Bregenz. Es bietet von September bis Juni einen fixen Spielbetrieb für die Stadt Bregenz und das Land Vorarlberg.

## Geschichte
Das Theater wurde 1945 von Kurt Kaiser mit dem Namen Vorarlberger Landesbühne gegründet und bis 1948 geleitet. Das Stammhaus ist das Theater am Kornmarkt in Bregenz. Zudem spielt das Theater an mehreren Gastspielorten im Land Vorarlberg. Der Spielplan ist von zeitgenössischen und klassischen Schauspielen geprägt, hinzu kommen Aufführungen für Jugendliche und Kinder. Pro Spielzeit wird eine Opernproduktion gezeigt.

## Theater am Kornmarkt
Die Hauptspielstätte ist das Bregenzer Kornhaus, von 1838 bis 1840 nach den Plänen des Architekten Josef Hirn am Kornmarkt errichtet. Das Gebäude liegt an dem 2010–2013 neugestalteten Kornmarktplatz. Die Hauptgiebelfassade ist nüchtern gestaltet und hat eine offene Arkadenvorhalle auf Sandsteinpfeilern und seitlichen Blendarkaden. Von 1951 bis 1955 wurde das Kornhaus nach den Plänen von Willibald Braun und Wilhelm Braun zu einem regulären Theaterhaus – dem heutigen Vorarlberger Landestheater – umgebaut. Die Innenausstattung und die Ausgestaltung des Foyers übernahmen der Maler Hubert Berchtold 1956 mit einem Mosaik und der Maler Fritz Krcal 1957 mit einer Malerei. Unter Leitung des Architekten Helmut Kuess fanden von 1993 bis 1995 Umbau- und Sanierungsarbeiten statt. Als zweite Spielstätte steht seither auch das Kleine Haus zur Verfügung. Das Gebäude steht unter Denkmalschutz (Listeneintrag).

## Gegenwart
Das Theatergebäude am Kornmarkt stand bis 2013 unter der Leitung des Kulturamts Bregenz. Seither wird es von der Stadt Bregenz ganzjährig an das Landestheater vermietet. Mit 9 bis 10 Premieren im Großen Haus bietet das Theater über das Jahr einen abwechslungsreichen Spielplan. Dieser beinhaltet auch ein Weihnachtsstück für Familien und in Kooperation mit dem Symphonieorchester Vorarlberg eine Opernproduktion.
Im Juli 2022 wurde bekannt, dass von Herbst 2026 bis Sommer 2027 ein Großteil der Bühnenausstattung und -technik erneuert werden soll. Aufgrund der Sanierung soll das Theater in der Saison 2026/27 geschlossen bleiben. Insgesamt sollen rund 7,5 Millionen Euro in die technische Instandhaltung fließen und weitere 2 Millionen Euro in bauliche Anpassungen, beispielsweise die Öffnung des Foyers in Richtung des Karl-Tizian-Platzes.

## Intendanten
- 1945–1948: Kurt Kaiser
- 1948–1955: Fritz Klingenbeck
- 1955–1966: Richard Wegeler
- 1966–1970: Alex Freihart
- 1970–1999: Bruno Felix
- 2000–2009: Harald Petermichl
- 2010–2017: Alexander Kubelka[3]
- 2017–2018: Britta Kampert (interimistisch)[4]
- seit August 2018: Stephanie Gräve[5][6]

## Persönlichkeiten
- Hans Brenner und Wolfgang Böck erhielten ihre ersten Schauspielengagements in Bregenz.